# Невеш, Жайме
Жа́йме Албе́рту Гонса́лвеш даш Не́веш (порт. Jaime Alberto Gonçalves das Neves; 28 марта 1936, Сан-Диниш — 27 января 2013, Лиссабон) — португальский военный, офицер спецназа, впоследствии генерал. Активный участник Апрельской революции 1974 и ноябрьских событий 1975. Считается человеком, спасшим Португалию от гражданской войны.

## Учёба и дореволюционная служба
Родился в семье полицейского. Окончил школу в Вила-Реале, поступил на медицинский факультет Университета Порту. Однако сделал выбор в пользу военной службы, поступил в военное училище, окончил Военную академию. Его сокурсниками были такие известные революционные деятели Португалии, как Антониу Рамалью Эанеш и Эрнешту Мелу Антунеш. При этом Невеш дружил и с Алпоином Калваном, будущим врагом революции.
В годы учёбы Жайме Невеш заработал репутацию «богемного авантюриста», любящего риск и опасность. Получил кличку Rufino (известный в то время мультипликационный персонаж). Но уже тогда отмечались его храбрость и упорство в отстаивании принципов.
С 1957 на армейской службе. Служил в Португальской Индии. Участвовал в военных миссиях в Анголе. Командовал частью частью спецназначения в Мозамбике. Занимался подготовкой коммандос. К 1974 имел звание полковника.

## От апреля 1974 к ноябрю 1975
Жайме Невеш поддержал Апрельскую революцию 1974. Он примкнул к Движению вооружённых сил, выступал за демократические преобразования. В то же время он был противником компартии, просоветских и ультралевых тенденций. Полковник Невеш состоял в правоориентированной «Военной группе» Рамалью Эанеша. В кризисный период Жаркого лета 1975 группа Эанеша-Невеша сблокировались на антикоммунистической основе с левоцентристской Группой девяти, возглавляемой Мелу Антунешем.
Жайме Невеш сыграл одну из ключевых ролей в подавлении «путча Карвалью» 25 ноября 1975 года. Подчинённый ему полк коммандос блокировал прокоммунистические части, нейтрализовал подразделение военной полиции, поддержавшее ультралевый мятеж. В ходе ночной атаки мятежников на Беленский дворец коммандос Невеша, защищавшие резиденцию главы государства, открыли огонь, окончательно переломив ситуацию.
Именно за эти действия Невеш считается видной фигурой португальской истории, предотвратившей коммунизацию страны и гражданскую войну. При этом отмечается, что и в Апрельскую революцию, и в Ноябрьский кризис он решительно выступал на стороне демократических сил.

25 апреля 1974 года он боролся за свободу против авторитарного режима. 25 ноября 1975 года он остановил тех, кто пытался силой оружия попрать идеалы демократической революции.

Президент Португалии Анибал Каваку Силва

## Генерал запаса
В 1981 году Жайме Невеш оставил действительную службу, но оставался в действующем резерве. Основал элитное охранное предприятие из отставных коммандос. Пользовался большим влиянием в военных кругах и уважением в обществе.
В 1995 президент Мариу Суареш наградил Жайме Невеша орденом Башни и Меча. В 2009 году полковник запаса Невеш был произведён в генерал-майоры.
В 2012 году была опубликована биография Жайме Невеша Homem de guerra e boémio — Человек войны и богемы, которую официально представили публике генерал Рамалью Эанеш и писатель и кинематографист Антониу Педру Вашконселуш.

## «Человек надежды и действия»
Скончался Жайме Невеш в лиссабонском военном госпитале. Официальные соболезнования в связи с его кончиной выразили президент Португалии Анибал Каваку Силва, премьер-министр Педру Пасуш Коэльо, бывший президент Рамалью Эанеш, ряд других государственных деятелей.

Это был необыкновенный боец, человек надежды и действия. Умер тот, кому мы обязаны всем.

Рамалью Эанеш

Именем Жайме Невеша названа улица в Вила-Реале.